# Typologie webero-troeltschienne
La typologie webero-troeltschienne est une classification sociologique des mouvements religieux développée à l'origine par Max Weber et son élève et collègue Ernst Troeltsch.

Elle les décrit par rapport à un idéal-type  « Secte » ou « Église », ce que  Françoise Champion résume ainsi :
«  Selon [Weber et Troeltsch], on naît dans l'Église, qui est coextensive à la société, mais on entre dans la secte par conversion. Selon eux, également, l'Église accepte un compromis avec le monde, alors que la Secte la récuse. Enfin, dans l'Église, il y a deux catégories de personnes : clercs ou religieux d'un côté, laïcs de l'autre. Aux premiers, une morale exigeante ; aux seconds, une morale plus accessible. Cette distinction clercs-laïcs ne se retrouve pas dans la Secte : tous les membres y sont, en principe, égaux et tous sont soumis à la même morale exigeante. »
Cette typologie sera reprise et affinée par d'autres sociologues, comme Bryan Wilson, qui développera une nouvelle classification des sectes religieuses : conversionnistes (conversion intérieure), révolutionnaires (Dieu transformera le monde), introversionnistes (rupture d'avec le monde corrompu), manipulatrices (techniques d'accès à la réussite), thaumaturgiques (intervention miraculeuse de Dieu), réformistes (réforme volontaire de la conscience), utopistes (reconstruction sociale à partir de la religion).
Créée pour décrire les mouvements chrétiens, en particulier les « sectes protestantes » nées au XIXe siècle, elle est plus difficilement applicable aux autres religions, et aux nouveaux mouvements religieux apparus à la fin du XXe siècle.

## Critères définis par Weber et Troeltsch
Weber et Troeltsch définissent quatre points essentiels distinguant l'idéal-type « Secte » de l'idéal-type « Église » : le caractère universaliste ou élitiste, l'existence d'un clergé, l'attitude de rejet ou de compromis par rapport à la  société et la « routinisation » qui fait qu'au fil du temps une secte tend à devenir une Église.

### Conversion personnelle ou universalisme
Une Église a un caractère universaliste; on y appartient de naissance sans qu'il soit besoin de conversion ou de démarche personnelle. L'Église admet les tièdes, contrairement à la secte qui demande un engagement personnel.

### Mode d'autorité
L'Église a un « charisme de fonction » : il existe un clergé et des ordres religieux.

### Attitude vis-à-vis de la société
Une Église est le corollaire social de la religion en prenant sa place au milieu des institutions profanes. Pour Troeltsch « L'Église est une organisation religieuse qui reconnait la force de la société au sein de laquelle elle existe. C'est pourquoi elle envisage le monde comme nécessaire, car cette coexistence peut lui permettre de la gagner à la religion. D'une part elle ne renonce pas à faire des efforts pour influencer le monde. D'autre part elle ne perd pas sa position en s'opposant directement au pouvoir séculier existant ».

## Sources